# Mallinella leonardi
Mallinella leonardi är en spindelart som först beskrevs av Simon 1907.  Mallinella leonardi ingår i släktet Mallinella och familjen Zodariidae.
Artens utbredningsområde är Principe. Inga underarter finns listade i Catalogue of Life.